# US Open 1977 (tennis)
De 97e editie van het Amerikaanse grandslamtoernooi, het US Open 1977, werd gehouden van maandag 29 augustus tot en met zondag 11 september 1977. Voor de vrouwen was het de 91e editie. Het toernooi werd, deze keer voor het laatst, gespeeld op de West Side Tennis Club in Forest Hills, een wijk in het stadsdeel Queens in New York.

## Belangrijkste uitslagen
Mannenenkelspel

Finale: Guillermo Vilas (Argentinië) won van Jimmy Connors (VS) met 2-6, 6-3, 7-6, 6-0
Vrouwenenkelspel

Finale: Chris Evert (VS) won van Wendy Turnbull (Australië) met 7-6, 6-2
Mannendubbelspel

Finale: Bob Hewitt (Zuid-Afrika) en Frew McMillan (Zuid-Afrika) wonnen van Brian Gottfried (VS) en Raúl Ramírez (Mexico) met 6-4, 6-0
Vrouwendubbelspel

Finale: Martina Navrátilová (VS) en Betty Stöve (Nederland) wonnen van Renée Richards (VS) en Betty-Ann Stuart (VS) met 6-1, 7-6
Gemengd dubbelspel

Finale: Betty Stöve (Nederland) en Frew McMillan (Zuid-Afrika) wonnen van Billie Jean King (VS) en Vitas Gerulaitis (VS) met 6-2, 3-6, 6-3
Meisjesenkelspel

Finale: Claudia Casabianca (Argentinië) won van Lea Antonoplis (VS) met 6-3, 2-6, 6-2
Jongensenkelspel

Finale: Van Winitsky (VS) won van Eliot Teltscher (VS) met 6-4, 6-4
Dubbelspel bij de junioren werd voor het eerst in 1982 gespeeld.
1881 · 1882 · 1883 · 1884 · 1885 · 1886 · 1887 · 1888 · 1889 · 1890 · 1891 · 1892 · 1893 · 1894 · 1895 · 1896 · 1897 · 1898 · 1899 · 1900 · 1901 · 1902 · 1903 · 1904 · 1905 · 1906 · 1907 · 1908 · 1909 · 1910 · 1911 · 1912 · 1913 · 1914 · 1915 · 1916 · 1917 · 1918 · 1919 · 1920 · 1921 · 1922 · 1923 · 1924 · 1925 · 1926 · 1927 · 1928 · 1929 · 1930 · 1931 · 1932 · 1933 · 1934 · 1935 · 1936 · 1937 · 1938 · 1939 · 1940 · 1941 · 1942 · 1943 · 1944 · 1945 · 1946 · 1947 · 1948 · 1949 · 1950 · 1951 · 1952 · 1953 · 1954 · 1955 · 1956 · 1957 · 1958 · 1959 · 1960 · 1961 · 1962 · 1963 · 1964 · 1965 · 1966 · 1967
↓ open tijdperk ↓
1968 (m-v-md-vd-gd) ·
1969 (m-v-md-vd-gd) ·
1970 (m-v-md-vd-gd) ·
1971 (m-v-md-vd-gd) ·
1972 (m-v-md-vd-gd) ·
1973 (m-v-md-vd-gd) ·
1974 (m-v-md-vd-gd) ·
1975 (m-v-md-vd-gd) ·
1976 (m-v-md-vd-gd) ·
1977 (m-v-md-vd-gd) ·
1978 (m-v-md-vd-gd) ·
1979 (m-v-md-vd-gd) ·
1980 (m-v-md-vd-gd) ·
1981 (m-v-md-vd-gd) ·
1982 (m-v-md-vd-gd) ·
1983 (m-v-md-vd-gd) ·
1984 (m-v-md-vd-gd) ·
1985 (m-v-md-vd-gd) ·
1986 (m-v-md-vd-gd) ·
1987 (m-v-md-vd-gd) ·
1988 (m-v-md-vd-gd) ·
1989 (m-v-md-vd-gd) ·
1990 (m-v-md-vd-gd) ·
1991 (m-v-md-vd-gd) ·
1992 (m-v-md-vd-gd) ·
1993 (m-v-md-vd-gd) ·
1994 (m-v-md-vd-gd) ·
1995 (m-v-md-vd-gd) ·
1996 (m-v-md-vd-gd) ·
1997 (m-v-md-vd-gd) ·
1998 (m-v-md-vd-gd) ·
1999 (m-v-md-vd-gd) ·
2000 (m-v-md-vd-gd) ·
2001 (m-v-md-vd-gd) ·
2002 (m-v-md-vd-gd) ·
2003 (m-v-md-vd-gd) ·
2004 (m-v-md-vd-gd) ·
2005 (m-v-md-vd-gd) ·
2006 (m-v-md-vd-gd) ·
2007 (m-v-md-vd-gd) ·
2008 (m-v-md-vd-gd) ·
2009 (m-v-md-vd-gd) ·
2010 (m-v-md-vd-gd) ·
2011 (m-v-md-vd-gd) ·
2012 (m-v-md-vd-gd) ·
2013 (m-v-md-vd-gd) ·
2014 (m-v-md-vd-gd) ·
2015 (m-v-md-vd-gd) ·
2016 (m-v-md-vd-gd) ·
2017 (m-v-md-vd-gd) ·
2018 (m-v-md-vd-gd) ·
2019 (m-v-md-vd-gd) ·
2020 (m-v-md-vd) ·
2021 (m-v-md-vd-gd) ·
2022 (m-v-md-vd-gd) ·
2023 (m-v-md-vd-gd)  ·
2024 (m-v-md-vd-gd)
Lijst van US Openwinnaars